# Мадонна с безбородым Иосифом
Святое семейство, Святое семейство с безбородым Иосифом, Мадонна с безбородым Иосифом (итал.  La Sacra Famiglia, La Sacra Famiglia con san Giuseppe imberbe, Madonna con san Giuseppe imberbe) — одно из двух произведений Рафаэля, в России .
Вторая картина Рафаэля в Санкт-Петербургском Эрмитаже: Мадонна Конестабиле.

## История
Картину «Святое семейство» обычно отождествляют с одной из двух маленьких «Мадонн», которых Джорджо Вазари видел в Урбино и которые Рафаэль написал для Гвидобальдо да Монтефельтро во время одного или нескольких коротких визитов в родной город примерно в 1505—1506 годах: «В бытность свою в Урбино, — писал Вазари в своих „Жизнеописаниях“, — он написал для Гвидобальдо, военачальника у флорентинцев, две маленькие, на прекраснейшие картины во второй своей манере, которые находятся и поныне у светлейшего и превосходительнейшего Гвидобальдо, герцога Урбинского».
Самое раннее упоминание о дальнейшей истории картины относится к XVIII веку, когда находилась в собрании герцога Ангулемского в Париже. Оттуда она попала в коллекцию Пьера Кроза, который приобрёл её у герцога за небольшую цену, поскольку она была «поновлена» (переписана) неумелым художником.

## Приобретение картины Императорским Эрмитажем в Санкт-Петербурге
В 1772 году по поручению российской императрицы Екатерины II энциклопедисту Дени Дидро при участии его друга литератора Фридриха Мельхиора Гримма и российского посла во Франции Д. А. Голицына, а также при посредничестве женевского коллекционера Франсуа Троншена удалось договориться с наследниками о приобретении без аукциона большей части картин из наследства Кроза для новоучреждённой Картинной галереи Императорского Эрмитажа, условной датой основания которой считается 1764 год.
Переговоры о покупке коллекции Кроза длились полтора года, и сделка закончилась продажей всего собрания за 460 000 ливров. В художественное собрание, приобретённое для императрицы, входило пять картин Рафаэля, среди которых была «Мадонна с безбородым Иосифом», одна картина Микеланджело, «Юдифь» Джорджоне (в то время считалась произведением Рафаэля), десять картин Тициана, среди них «Даная», семь картин Рембрандта, пятнадцать произведений Рубенса и многое другое.
Несмотря на многие новации Рафаэль предпочитал традиционную технику: работу темперой с завершением маслом по дереву, а не на холсте. Картина «Святое семейство» также написана на дереве, она находилась в плохом состоянии основы и красочного слоя. Поэтому было принято решение о переводе с дерева холст, что считалось обычной практикой того времени, хотя и чреватой многими опасностями (позднее от неё отказались).
Последующие неудачные попытки реставрации не лучшим образом сказались на состоянии произведения. Знатоки XIX — начала XX века высказывали сомнения в его подлинности, из-за чего советскому правительству, занимавшемуся распродажами сокровищ Эрмитажа в 1930-х годах, не удалось найти на картину Рафаэля покупателя.

## Иконография, стиль и композиция картины
Картина «Святое семейство» относится к раннему, флорентийскому периоду творчества Рафаэля Санти. В конце 1504 года Рафаэль переехал из родного Урбино во Флоренцию. Здесь он познакомился с Леонардо да Винчи, Микеланджело, фра Бартоломео делла Порта и многими флорентийскими художниками. Рафаэль легко усваивал достижения других мастеров, изучал технику живописи Леонардо да Винчи, его сфумато. Однако картина «Святое семейство» по сообщению Вазари написана художником во время его краткого визита в Урбино.
Иконография картины традиционна. Младенец Иисус изображён сидящим, хотя и в сложном, необычном пластическом движении (влияние Микеланджело) на коленях Девы Марии. Справа стоит, опершись на посох, пожилой мужчина с седыми волосами; его взгляд устремлён на Младенца. По традиции в старике видят Иосифа Обручника, которого было принято изображать погружённым в глубокую задумчивость по поводу открывшейся ему судьбы приёмного сына. Это очень редкое изображение Иосифа без бороды, отсюда второе название картины — «Мадонна с безбородым Иосифом». Причёска Девы Марии и приём изображения окна (в данном случае светлого проёма) на дальнем плане заимствованы у Леонардо да Винчи.
А. Н. Бенуа, автор знаменитого «Путеводителя по картинной галерее Императорского Эрмитажа» (1910) упоминал четыре картины Рафаэля в Эрмитаже (теперь осталось две), причём «Мадонне с безбородым Иосифом» посвятил всего три строки, отметив, что картина написана «в тот промежуточный период, когда художник прощался с переживаниями юности и ещё не вполне освоил новые веяния, окутавшие его во Флоренции».
Реставрация картины в начале XIX века привлекла внимание А. С. Пушкина, который в 1819 году написал на эту тему стихотворение «Возрождение», а также включил в более позднее произведение «Моцарт и Сальери» следующие слова от лица Сальери: «Мне не смешно, когда маляр негодный // Мне пачкает Мадонну Рафаэля».